# Saugon
Saugon é uma comuna francesa na região administrativa da Nova Aquitânia, no departamento da Gironda. Estende-se por uma área de 15,53 km². Em 2010 a comuna tinha 485 habitantes (densidade: 31,2 hab./km²).